# Улица Смолячкова (Санкт-Петербург)
У́лица Смолячко́ва — улица в Выборгском районе Санкт-Петербурга. Проходит от Выборгской набережной до Лесного проспекта.

## История
До 1952 года в этом месте находились два проезда:
- Широкая улица (с 1798 года — Широкий переулок), от Выборгской набережной до Большого Сампсониевского проспекта. Название существовало с 1758 года. 14 июля 1859 года присвоено наименование Роченсальмский переулок, по находившейся в проезде бумагопрядильне, принадлежащей Роченсальмскому акционерному обществу, названному так по городу Роченсальм (ныне известен как Котка) в Финляндии.
- Бутыркин переулок, от Большого Сампсониевского проспекта до Чугунной улицы. Название существовало с 1798 года, дано по фамилии домовладельца. Параллельно с 1800 года появляется название Бабурин переулок, по фамилии владельца располагавшегося здесь Уксусного завода. В 1877—1887 годах в составе Бабурина переулка находилась часть современной Чугунной улицы от современных улицы Жукова до Менделеевской улицы. Участок от Чугунной улицы до Лесного проспекта закрыт в 1930-е годы после ликвидации железнодорожного переезда[2].

15 декабря 1952 года Роченсальмский переулок и Бабурин переулок объединены в единый проезд, названный улица Смолячкова в честь Ф. А. Смолячкова, снайпера, участника обороны Ленинграда, Героя Советского Союза.

## Транспорт
Ближайшая станция метро — «Выборгская», расположена на юго-западном углу перекрёстка с Лесным проспектом.
По улице проходят маршруты автобусов № 14 и № 86.
С 1975 года на участке от Большого Сампсониевского проспекта до Лесного проспекта также существует трамвайная линия, используемая трамвайными маршрутами, у которых метро «Выборгская» является конечной. Изначально линия была двухпутной, но в 1980-х годах был оставлен только один путь — к Лесному проспекту.
До 1950-х годов вблизи улицы располагался железнодорожный остановочный пункт Бабурин пост, закрытый при строительстве железнодорожного депо.

## Достопримечательности
- Памятник Ф. А. Смолячкову в сквере между Ловизским переулком, Большим Сампсониевским проспектом и улицей Смолячкова.
- Дом № 1 (Выборгская набережная, дом № 35) — доходный дом, левая часть по улице Смолячкова построена в 1904 году по проекту арх.-худ. О. Л. Игнатовича.
- Дом № 3 — доходный дом П. И. Петухова, построен в 1905 году в стиле модерн по проекту арх. А. К. Голосуева.
- Дом № 4 (Зеленков переулок, д. № 2) — доходный дом Тонковой, построен в 1909 году по проекту гражд. инж. П. П. Сватковского. В 1960-х годах вошёл в комплекс завода по переработке пластмасс им. «Комсомольской правды».
- Дом № 4а (6) (Ловизский переулок, д. № 2 / Зеленков переулок, д. № 1) — бывший корпус тигельного завода К. П. Моргана, построенный в 1909—1915 годах по проекту архитектора Ф. Ф. Постельса. Снесен в 2013 году (с частичным сохранением внешних стен) в связи со строительством на этом участке бизнес-центра[3][4].
- Дома № 14 корпуса 1, 2, 3, 4 — корпуса Бабуринского жилмассива, построенного в 1927—1930 годах в стиле конструктивизма, архитекторы Г. А. Симонов, В. А. Жуковская, Т. Д. Каценеленбоген и др.  памятник архитектуры (вновь выявленный объект)[5]
- Дом № 15/17 (правый корпус) — доходный дом Б. Е. Фурмана, построен в 1901, 1904 годах по проекту владельца в стиле модерн[6].  памятник архитектуры (вновь выявленный объект)[5]
- Дом № 21 (Лесной проспект, д. № 30) — станция метро «Выборгская».

## Пересечения
Улица пересекается или граничит со следующими магистралями:
- Выборгская набережная (боковой проезд развязки)
- Зеленков переулок
- Большой Сампсониевский проспект
- Лесной проспект